# 崔论
崔论（?—?），唐朝官员，出自博陵崔氏安平房，崔仁师曾孙，雍州司功參軍、安平男崔擢（字揚庭）之孙，崔液之子。
崔论以官吏的才干著称。天宝年间自栎阳县令转任司勋员外郎、濛阳郡太守。乾元年间，历任名郡，以治绩著称。大历末年，元载获罪被诛，朝廷任命他为同州刺史。不久，被黜陟使庾何所弹劾，废职免官。议者以庾何举奏太过尖刻，朝廷再用崔论为衢州刺史。任满，寓居于扬州、楚州之间。唐德宗以他是耆年旧族，擢升为大理卿，致仕后去世。